# Woochi, caçador de dimonis
Woochi, caçador de dimonis (전우치; també coneguda com Jeon Woo-chi: The Taoist Wizard', és un pel·lícula de comèdia d'acció fantàstica de Corea del Sud del 2009 escrita i dirigida per Choi Dong-hoon que s'allunya de les seves populars pel·lícules de robatori Tazza: The High Rollers i The Big Swindle per a aquest gran pressupost, un joc d'acció ple d'efectes especials que va ser igual de popular entre el públic coreà, que va vendre més de sis milions d'entrades durant el període nadalenc de 2009. Basada en un conte popular coreà, és protagonitzada per Gang Dong-won en el paper principal. La pel·lícula es va convertir en la tercera pel·lícula més venuda pel·lícula de 2009 a Corea, amb 6.100.532 entrades venudes a tot el país. Ha estat doblada al català.

## Argument
Fa cinc-cents anys, a la dinastia Joseon, la Flauta de la profecia ha caigut en mans malvades dels follets, impulsant el món cap a un remolí de desordre. Els antics mags taoistes recorren als més grans ascetes del seu temps, el Mestre (Baek Yoon-sik) i Hwadam (Kim Yoon-seok) per ajudar-los a vèncer els follets i confiar a cada mag amb la meitat de la Flauta. Mentrestant, l'estudiant canalla del Mestre Jeon Woochi (Gang Dong-won) enganya el rei amb l'art de la transformació i crea un fiasco, que fa que els tres mags taoistes i Hwadam visitin el Mestre. Però troben el Mestre assassinat i la seva meitat de la flauta desapareguda. Woochi és incriminat per l'assassinat, i com a càstig ell i el seu gos fidel Chorangyi (Yoo Hae-jin) són empresonats dins d'un pergamí pels mags.
Seül, 2009. Per alguna raó estranya, els follets que havien estat segellats en el passat comencen a aparèixer un a un, fent estralls a la ciutat. Els tres mags taoistes havien estat gaudint dels seus anys de jubilació com a sacerdot, monjo i xaman, mentre que Hwadam fa temps que ha desaparegut per tal de polir el seu art taoista. Després de molta discussió, els tres bruixots destaquen el pergamí i criden a Jeon Woochi i Chorangyi. Se li ofereix la llibertat a canvi d'atrapar els follets, Woochi es dedica a la seva tasca. Però el que va començar com una caça de follets es converteix lentament en l'expedició turística personal de Woochi pel món actual. I per acabar, coneix una dona amb la mateixa cara que la que l'havia captivat tants segles enrere (Im Soo-jung). Juntament amb Seo In-kyung (el seu nou, però vell amor), Woochi comença la seva aventura.
Desconegut per a tothom, Hwadam ha estat alliberant en secret els follets per distreure els mags taoistes pel seu propi motiu personal. Després d'haver pres la flauta per a ell, Hwadam té la intenció d'alliberar el Déu de l'Arc que ha estat empresonat en un cos humà. Descobreix a In-kyung de qui sospita que és l'Arc Déu. Després de no aconseguir-ho en el negoci de la interpretació en part a causa del seu aspecte innocent i simpàtic, Hwadam utilitza els seus poders i la converteix en una actriu segura i intel·ligent. El director s'ha vist frustrat amb el comportament de l'actriu escollida, es fixa en In-kyung i té el seu repartiment com la seva nova protagonista. Tant Woochi com Chorangyi descobreixen el veritable motiu d'Hwadam per assassinar el Mestre per robar la flauta per ell mateix.
Aviat la veritat surt a la llum quan Chorangyi revela als tres mags taoistes que Hwadam els va interpretar per ximples i que havia assassinat el Mestre per prendre la flauta per ell mateix. Enfrontant-se a ell, els mags s'adonen que havien empresonat Woochi erròniament i enganyen Hwadam fent-li creure que estan renunciant a la flauta. Woochi agafa la flauta i porta a una batalla entre ell i Hwadan. La Flauta és destruïda, però Hwadam fa la seva aparició final. In-kyung l'atura utilitzant els poders del Déu de l'Arc i fent que els mags taoistes s'adonin que ella mateixa era el Déu de l'Arc. Hwadam està segellat al rotllo pels seus crims en l'assassinat del mestre. Woochi revela a Chorangyi, per al seu terror, que era una gossa.
La pel·lícula amb In-kyung al capdavant té èxit, i el director està content d'haver fet el canvi d'actrius. No obstant això, l'actriu original del paper apareix per donar al director i a tots els altres una oïda de les seves diatribes. Woochi utilitza els seus poders per enganyar-la amb l'art de la transformació i ajuda a In-kyung i a ell a escapar a una platja de Batangas.

## Repartiment
- Gang Dong-won com a Jeon Woo-chi[8][9][10][11]
- Kim Yoon-seok... Hwa-dam
- Im Soo-jung... Seo In-kyung
- Yoo Hae-jin... Cho Raeng-yi
- Kim Sang-ho... Sacerdot
- Joo Jin-mo... Xamà
- Song Young-chang ... Monjo budista
- Baek Yoon-sik... Mestre bruixot
- Yum Jung-ah... Actriu
- Gong Jung-hwan ... Goblin
- Sunwoo Sun... Goblin
- Shin Cheol-jin... Sensesostre
- Park Soo-young... Fill de noble
- Kim Hyo-jin... Pèl-roig
- Go Jun... Persona a la taverna 3

## Mitjans domèstics
Shout! Factory va llançar la pel·lícula en Blu-ray Disc i DVD el 9 d'abril de 2013.

## Sèrie spin-off
La sèrie de televisió Jeon Woo-chi protagonitzada per Cha Tae-hyun en el paper principal i Uee com el seu interès amorós es va emetre a KBS2 el 2012. Tot i que es basa en la mateixa fantasia de contes populars, la seva trama i el seu conjunt de personatges són diferents de la pel·lícula.